# Mario Gaspar Pérez
Mario Gaspar (Novelda, 1990. november 24. –) spanyol labdarúgó, jelenleg a Watford játékosa. A LaLigában több mint 300 mérkőzésen lépett pályára a Villarreal színeiben.

## Pályafutása
2009. március 15-én mutatkozott be a spanyol élvonalban az Atlético Madrid elleni mérkőzésen. A 66. percben állt be Giuseppe Rossi helyére 1–2-es állásnál. A mérkőzést végül 3–2-re megfordította a madridi alakulat. 
Első nemzetközi gólját 2014. augusztus 21-én szerezte, egy Asztana elleni 3–0-s mérkőzésen.

## Sikerei, díjai
- Villarreal
  - Európa-liga: 2020–21